# 迫在眉睫 (電視劇)
《迫在眉睫》（英語：Extremely Urgent），由導演余明生、編劇九年聯手打造。陳楚河、鍾欣潼、伊莉莎、午馬領銜主演，已於2013年10日正式開機，2014年1月殺青。幸福藍海影視文化集團、九年工作室聯合出品。2015年7月28日于上海东方电影频道首播，2018年4月11日于爱奇艺独播並改剧名为《护宝联盟》。

## 播出时间
| 频道             | 所在地   | 播映日期      | 播出时间 | 备注 |
| ---------------- | -------- | ------------- | -------- | ---- |
| 上海东方电影频道 | 中国大陆 | 2015年7月28日 |          |      |
| 爱奇艺           | 中国大陆 | 2018年4月11日 |          |      |

## 演员阵容

### 主要角色
| 演員   | 角色  | 關係/暱稱 |
| 陳楚河 | 賀 彩 | 又名探戈，舞沙頭號護寶高手，賀台煙之么子。他從小淘氣，叛逆，愛吹牛，愛到處許諾，到處跟女孩子說長大了要娶他當老婆，結果引來一身風流債。長大後，賀彩加入了他父親組織的民間護寶組織—“舞沙”，並憑藉他的機智和身手成為了組織中重要的一員，他的使命是保護上下兩卷古書《轘轅經略》，因上下兩卷古書拼到一起能拼起一張藏寶圖。但在與美國的文物販子集團的對抗中，他全心全意愛上了他的敵人陳默，二人因陣營不同不斷產生誤會，感情在糾結中發展。 |
| 鍾欣潼 | 陳 默 | 一個浪漫、孤獨、很酷的美國賞金獵人，從小在美國長大，出身於武術世家，親生父親精通八卦掌，可惜在陳默十三歲那年死於美國黑手黨的槍口下。是養父亨利把陳默從火海裡救了出來，陳默和她的養父、姐姐之間有著深厚的感情。在亨利的指引下，陳默來到了中國西部，通過為文物販子戴維奪寶來掙錢。在為戴維奪寶的過程中，陳默愛上了自己的天敵—探戈/舞沙組織的新首領賀彩。在美國養父亨利的教導下，從小練就了一身好功夫。她默默執行養父的命令，與各種文物販子合作，尋找珍寶古董。儘管看起來有些嚴肅且不苟言笑，但這個內心受過創傷的少女，每一次都將自己得到的酬勞，拿出來做善事，以彌補靈魂的傷痛，是一個面狠心善的複雜人物。 |

### 其他角色
| 演員   | 角色   | 關係/暱稱 |
| 李修賢 | 賀台煙 | 上海實業家,舞沙老闆 |
| 牛 犇  | 封納新 | 與賀台煙同受唐大人之託保管分別保管轘轅經略上下冊 |
| 王馥荔 | 賀太太 | 賀台煙之妻 |
| 楊曉波 | 常五爺 | 長青幫掌門人 |
| 王 博  | 夢 晨  | 賀彩的青梅竹馬，北洋軍閥將領的女兒，和賀家是世交，也是秘密警察處長。夢晨是個大姐大一樣的人物。從小的夢想就是當個衝鋒陷陣的女將軍，保家衛國，馬革裹屍是她的夢想。所以她走到哪裡都拎著一挺輕機槍。那是她的標誌性外掛。夢晨苦戀賀彩。後來夢晨做夢都沒想到，賀彩竟然誤會是她殺了他爸爸。這個打擊對夢晨來講太大了，一度非常痛苦。夢晨從小就立志報國，但由於父親被日本人挾持，她不得不做著和夢想截然相反的事情，為日本黑幫頭子馬見三爭奪兩卷《轘轅經略》。 |
| 李雅男 | 封 儀  | 警察探長，封納新之子，封儀是警察探長出身，身手非凡，心思縝密、智慧、機警。本來可以因抓捕一個大毒販可以升為副局長的，為了替父親護送《轘轅經略》下卷，毅然放棄了大好前程，而且一到上海就落入了虎口，一直在虎口里和馬見三鬥智。封儀的特點是臨危不亂，由於是臥底出身，在劇中也一度處於隨時都會暴露身份的危險之中，所以封儀在隨機應變、臨危不亂等方面的特點發揮得淋漓盡致。                                                                               |
|        | 封 帆  | 封納新之女 |
| 張 風  | 賀 棟  | 賀彩的哥哥，曾經也是一個鐵血漢子，但由於娶了一個唯利是圖的老婆，思想被老婆左右。從進入上海秘密警察處後，一心開始走仕途，整個人的行為軌跡也發生了變化。但他越這樣，馬見三越不提拔他。馬見三看出了他的弱點，這種不惜一切手段往上爬的人絕不可以重用，否則有一天當自己成了絆腳石的時候，他也會毫不猶豫地把自己一腳踢開。而這樣的人也是有利用價值的，只有不斷給他壓力，才能把他的潛力榨出來。                                                             |
| 郭明翔 | 馬見三 | 日本走私集團首腦,一個有著極高智商的日本走私集團頭子。對外的身份是日本駐上海昭通洋行社長，後來以秘密警察局高級顧問為身份掩護，目的就是奪取《轘轅經略》。他對中國文化精髓十分了解。馬見三狡詐陰險，又十分好色，但是他好色都是有目的的。他利用男色來獲取情報，捕獲女人心，讓女人死心塌地為他賣命。 |
| 曹 操  | 戴維斯 | 文物販子 |
| 伊莉莎 | 瑪 麗  | |
| 賴曉生 | 周全   | 馬見三的副手，狗頭軍師，也是狗腿子，永遠說話不合時宜。張嘴就說錯話。是一個兢兢業業地負責搞笑的人物。由於周全的姐夫是上海軍閥朱大帥，對馬見三很有用，所以儘管周全沒有什麼本事，但是馬見三還離不開他。後來，馬見三更是利用他姐夫的力量，把他扶成了秘密警察局局長，其實就是馬見三的傀儡。從此，68號由馬見三說了算了 |
| 原維   | 李鐵峰 | 賀彩童時玩伴，因習得賀彩家劈掛拳，自立劈掛幫，以賀彩為幫主，自任命為代幫主 |